# Periapikalna cista
Periapikalna cista ili radikularna cista je najčešća cista čeljusti, koja se matra  upalnom, a ne razvojnom odontogenom cistom, uvek povezana sa nevitalnim zubom. Periapikalne ciste se radiografski ne razlikuju od granuloma kada su male.  Periapikalne ciste se javljaju kod pacijenata u širokom starostnom rasponu, sa vrhuncem u trećoj i četvrtoj deceniji života. Retko se ove ciste razvijaju zajedno s mlečnim zubima.  Većina periapikalnih cisti ima maksimalni prečnik od 2 cm ili manje, iako neke lezije mogu pokazati dramatično povećanje sa destrukcijom značajnog dela vilice.
Periapikalne ciste su najčešće lokalizovane u prednjoj maksilarnoj (gornjoviličnoj) regiji, dok se  ciste povezane s mlečnim zubima češće   javljaju u mandibuli (donjoj vilici).   
Kod dugotrajnih cisti može se uočiti resorpcija korena oštećenog zuba, a povremeno i susednih zuba.  
U ranoj fazi lečenja može biti dovoljna eradikacija infekcije i operacija korenskog kanala drenažom, ali kada se cista proširi i pritisak unutar nje poraste, mora se hirurški ukloniti. Ako neki delovi cista ostanu iza uklanjanja zuba cista može autonomno ponovo da izraste (rezidualna cista) i mora se ukloniti.

## Epidemiologija
Periapikalne ciste čine približno 75%  svih vrsta cisti koje se nalaze u oralnoj regiji. 
Muško : ženski odnos u javljanu periapikalna cista je 3 : 2
Najčešće se javljaju kod osoba između 20 i 60 godina.  
Vrste periapikalnih cisti:
- Apikalne (70%)
- Bočne ili lateralne  (20%)
- Ostale ciste, (inflamatorna kolateralna, mandibularna, inficirana bukalna), (10%)

## Etiologija
U početku, nekrotična pulpa izaziva upalnu reakciju na vrhu zuba. Kako periapikalni fokus postaje hroničan, vide se granulacijsko tkivo, ožiljak i mešoviti infiltrat zapaljenjskih ćelija. Iako se ova lezija nespecifične hronične upale se naziva periapikalni granulom, obično nije granulomatozna jer makrofagi nisu dominantni tip ćelije. Periapikalni granulomi perzistiraju sve dok se zub ne izvadi ili se korenski kanal ne ispuni inertnim materijalom (endodontske plombe). 

### Ciste u predelu vrha korena (apikalne)
Nastaju usled hroničnog apikalnog parodontitisa u koji je kasnije urastao epitel. Periapikalno granulaciono tkivo je u početku prožeto epitelnim trakama koje nastaju od Malasezovih epitelnih zaostataka u parodoncijumu (opisao ih je 1885. godine). To su zaostaci epitelne Hertvigove košuljice, koji za vreme razvitka zuba indukuju stvaranje dentina u predelu vrha korena. Ti epitelni zaostaci ostaju u parodoncijumu doživotno i tokom godina se smanjuju po broju i velićini. Kod zapaljivih procesa u predelu parodoncijuma, ta mirujucća epitelna ostrvca postaju aktivna i rastu u vidu ćelijskih snopova koji prodiru u granulaciono tkivo zapaljivog ognjišta, prožimajući ga kao da ulaze u pore sunđera, stvarajući mrežastu formaciju u unutrašnjem delu granuloma ili se šire površinom cementa. 

### Periapikalni granulom
U takvom epitelnom granulomu dolazi do degenerativnih promena i stvaranja manjih šupljina. Te najpre male poligonalne ciste rastu tada na taj načn što se i dalje odigravaju procesi kolikvacije, čiji razmekšani sadržaj predstavlja sadržaj cista. Ovakav epitelni rast je prouzrokovan zapaljivim nadražajima apikalnog granuloma ili apikalnog parodontitisa
Otprilike 20% periapikalnih granuloma napreduje do periapikalnih cista kroz inflamatornu stimulaciju epitelnih odontogenih ostataka. Ovi ostaci su ostaci formiranja korena zuba i opstaju tokokom celog života u parodontalnom ligamentu.   
Uglavnom, cista može sadržati holesterolske pukotine iz kojih se  često sadržaj izbacuje iz kosti sa donje strane. Zid takve ciste je debeo, okružuje povremene fragmente srebra ili materijala za punjenje.  

## Klinička slika
Periapikalne ciste su u prvoj fazi asimptomatske sve dok ne dođe do deformacije čeljusti ili se dogodi superinfekcija. Tada klinički nalaz može uključivati sledeće znake i simptome:
- osjetljivost,
- bol,
- otok i
- drenažu.

Međutim, mnoge periapikalne ciste su asimptomatske i otkrivene su slučajno tokom rutinskog radiografskog pregleda. 

## Dijagnoza
Radiografija pokazuje radiolucenciju na vrhu korena zuba sa gubitkom lamine dure (tanki sloj radioprovidne kosti koja normalno okružuje koren zuba).  Radiolucencija može izgledati ili dobro definisana ili slabo ograničena, a moguća je resorpcija susednog korena. 
Radiološki periapikalne ciste imaju sledeće karakteristike: 
- unilokularne su,
- vezane uz avitalni zub,
- oštro ograničene,
- sa zonom sklerotične kosti.

Lateralna radikularna cista
Lateralna radikularna cista predstavlja varijantu periapikalne ciste koja se javlja duž lateralnog dela korena zuba, a ne na vrhu (apeksu); pretpostavlja se da je rezultat nekroze zubne pulpe koja se širi kroz lateralni ili dodatni kanal.
Najčešće nastaje u predelu donjih premolara i predela prednjih zuba gornje vilice. Javlja se u svim životnim dobima. Lateralna periodontalna cista nastaje od odontogenog epitela, a uzrok može biti redukovani gleđni epitel, ostaci Malasezovih ćelija ili ostalih dentalnih lamina. 
Neki slučajevi se također mogu razviti iz komunikacije s dubokim parodontalnim džepom. Iako se takve ciste radiografski mogu činiti slične razvojnoj lateralnoj parodontalnoj cisti, treba ih razlikovati kao upalne po etiologiji.
Radiografski se vidi kao kružno ili ovojno rasvetljenje u bočnom delu parodoncijuma sa izraženom sklerozom koštanog tkiva na njenim ivicama. Zub usled prisustva ovakve ciste, nije primarno devitalizovan.
Rezidualna cista
Kada se ukloni nevitalni zub, periapikalno inflamatorno tkivo koje nije izvučeno iz ležišta zuba može dovesti do druge varijante, poznate kao rezidualna periapikalna cista (rezidualna cista ). Takva lezija se obično manifestira kao dobro ograničena radiolucencija na mestu ekstrakcije. Starije rezidualne periapikalne ciste ponekad razviju distrofičnu kalcifikaciju, što rezultuje centralnim područjem radionepropusnosti.
Radiografska razlika između  periapikalna ciste i periapikalnog granuloma
Radiografski, periapikalna cista se ne može razlikovati od periapikalnog granuloma,  jer se pojavljuju kao dobro definisana radiolucencija povezana s korenom zuba, obično sa iivicom sklerotične kosti. Veličina može biti od nekoliko milimetara do nekoliko centimetara.
Istraživanja su pokazala da je privremena radiografska dijagnoza bila tačna u 48% slučajeva za periapikalni granulom i 36% za radikularnu cistu , sa incidencom cistične promene u upalnim periapikalnim lezijama pulpnog porekla od približno 30%. Nije se pokazalo da upotreba naprednijih radiografskih tehnika kao što je kompjuterizovana tomografija konusnog zraka (CBCT) povećava nivo tačnosti u razlikovanju periapikalnih granuloma od radikularnih cista.

## Terapija
Načelno je prihvaćeno da se periapikalne ciste neće rešiti endodoncijom same plombe već se mora  hirurški ukloniti. Maksilarne ciste mogu proliferirati na takav način da zahvate antralnu ili nazalnu sluzokožu; stoga upaljena cista može biti povezana sa sluzokožom gornjih disajnih puteva.  
Periapikalne ciste se leče enukleacijom (cistektomijom) i kiretažom, bilo kroz ekstarkcioni otvor ili periapikalnim hirurškim pristupom kada je zub obnoviv ili je lezija veća od 2 cm u prečniku.
Ukoliko se želi sačuvati zub, neophodno je endodontsko lečenje (ako prethodno nije urađeno). 
Neka literatura podržava nehirurško, konzervativno endodontsko lečenje manjih lezija, uz potpuno uklanjanje uzročnika, i redovno praćenje radiografijom za procenu zarastanja i praćenje potencijalnog povećanja lezije.
Cistektomija predstavlja uklanjanje ciste u celosti, kada se operativni defekt primarno zatvara režnjem sluzokože, a po uklanjanju konaca sedmog dana, rana je spolja zarasla. U koštanom tkivu odigrava se proces zarastanja u kojem se postepeno nastali krvni ugrušak prožima vezivnim tkivom koje kasnije, taloženjem kalcijumovih soli prelazi u koštano tkivo. 
Izrezane ciste uvek treba poslati na histološku procenu kako bi se isključile druge moguće patologije, kao npr. karcinom u tkivu radikularne ciste.
Ponavljanje ciste nakon hirurškog uklanjanje je neuobičajeno.

## Spoljašnje veze
Mediji vezani za članak Periapikalna cista na Vikimedijinoj ostavi

|  | Molimo Vas, obratite pažnju na važno upozorenje u vezi sa temama iz oblasti medicine (zdravlja). |